# Surinaamse parlementsverkiezingen 2005/Kandidatenlijst/NF
Dit is de lijst van kandidaten voor de Surinaamse parlementsverkiezingen 2005 van de combinatie Nieuw Front. De verkiezingen vonden plaats op 25 mei 2005. De landelijke voorzitter en presidentskandidaat was Ronald Venetiaan.
De onderstaande deelnemers kandideerden op grond van het districten-evenredigheidsstelsel voor een zetel in De Nationale Assemblée. Elk district had een eigen lijsttrekker. Los van deze lijst vonden tegelijkertijd de verkiezingen van de ressortraden plaats. Daarvoor gold het personenmeerderheidsstelsel. De kandidaten voor de ressortraden staan hieronder niet genoemd. Nieuw Front deed in alle tien districten mee aan de verkiezingen.

## Verdeling per partij
| Partij                                    | Stemmen | Zetels  | Kandidaten | Districten |
| ----------------------------------------- | ------- | ------- | ---------- | ---------- |
| Nationale Partij Suriname (NPS)           | 35.457  | 8 / 51  |            | 9 / 10     |
| Vooruitstrevende Hervormings Partij (VHP) | 31.621  | 8 / 51  |            | 5 / 10     |
| Pertjajah Luhur (PL)                      | 17,127  | 6 / 51  | 9 / 51     | 7 / 10     |
| Surinaamse Partij van de Arbeid (SPA)     | 2.482   | 1 / 51  | 4 / 51     | 2 / 10     |
| Totaal Nieuw Front:                       | 86.690  | 23 / 51 | 51         | 10 / 10    |

## Lijsten[1]
Hieronder volgen de kandidatenlijsten op alfabetische volgorde per district.

### Brokopondo: 579
1. Ludwig M. Fonkel (NPS): 247
2. Annie Johanna B. Paulus (NPS): 164
3. Andro Amoida (NPS): 168

### Commewijne: 6.874
1. Ronny L. Tamsiran (PL): 299
2. Chandernath Tilakdharie (VHP): 1.643
3. Remi W. Pollack (NPS): 2.116
4. Hendrik W. Sakimin (PL): 2.816

### Coronie: 425
1. Frankel Brewster (NPS): 406
2. Coretta A. Fraser (NPS): 19

### Marowijne: 1.764
1. Ronald A. Thomas (NPS): 313
2. Sylvia Kajoeramari (PL): 791
3. Cornelis Kingswijk (NPS): 660

### Nickerie: 6.320
1. Kaulessar Matai (VHP): 498
2. Carmelita Ferreira (NPS): 2.084
3. Dinandath Jairam (VHP): 358
4. Jolanda D. Tjon Sieuw-Djasman (PL): 1.216
5. Niermalkoemar Badloe (VHP): 2.164

### Para: 3.134
1. Ortwin W. Cairo (NPS): 602
2. Tatap K. Pawirodinomo (PL): 1.086
3. Melvin F. Mackintosh (NPS): 1.446

### Paramaribo: 41.934
1. Ronald Runaldo Venetiaan (NPS): 21.095
2. Ramdien Sardjoe (VHP): 9.481
3. Slamet Paul Somohardjo (PL): 4.710
4. Guno Henry George Castelen (SPA): 1.483
5. Otmar Roél Rodgers (NPS): 109
6. Mahinderpersad Rathipal (VHP): 868
7. Ruth Jeanette Wijdenbosch (NPS): 1.286
8. Kai L.S. Lee (PL): 1.002
9. Socila Angoelal (SPA): 225
10. Adiel K. Kallan (NPS): 101
11. Willem J. Bakker (NPS): 339
12. Rabia Z. Mohab Ali-Ghafoerkhan (VHP): 228
13. Robby V. Berenstein (SPA): 147
14. Kortensia M. Sumter-Griffith (NPS): 157
15. Patricia Nancy Etnel (NPS): 248
16. Subhas S. Jhauw: 389
17. Stephanie C. Bram (NPS): 66

### Saramacca: 2.951
1. Radjpatie Orie-Merhai: 566
2. Clifton S. Hardjopawiro (PL): 706
3. Mahinderkoemar Jogi (VHP): 1.679

### Sipaliwini: 1.873
1. Leendert Abauna (NPS): 723
2. Walter Bonjaski (NPS): 366
3. Johan R. Lugard (NPS): 610
4. Frederick F. James (NPS): 174

### Wanica: 20.837[2]
1. Jules Rattankoemar Ajodhia (VHP): 2.287
2. Sharmilla G.R. Mangal-Mansaram (VHP): 1.338
3. Orpheu L.V. Marengo (NPS): 1.952
4. Erwin Ridoewan Ronodikromo (PL): 4.511
5. Heinrich Julius Rozen (SPA): 627
6. Maurits Safdar Hoeseinkhan Hassankhan (VHP): 406
7. Radjkoemar Randjietsingh (VHP) - 9.716

NF · 
NDP · 
PALU
Kandidaten per district: Brokopondo · 
Commewijne · 
Coronie · 
Marowijne · 
Nickerie · 
Para · 
Paramaribo · 
Saramacca · 
Sipaliwini · 
Wanica